# Дэвис, Бен (английский футболист, 1995)
Бенджамин Кейт Дэвис (англ. Benjamin Keith Davies; 11 августа 1995, Барроу-ин-Фернесс), более известный как Бен Дэвис (англ. Ben Davies) — английский футболист, центральный защитник шотландского клуба «Рейнджерс».

## Карьера

### «Престон Норт Энд»

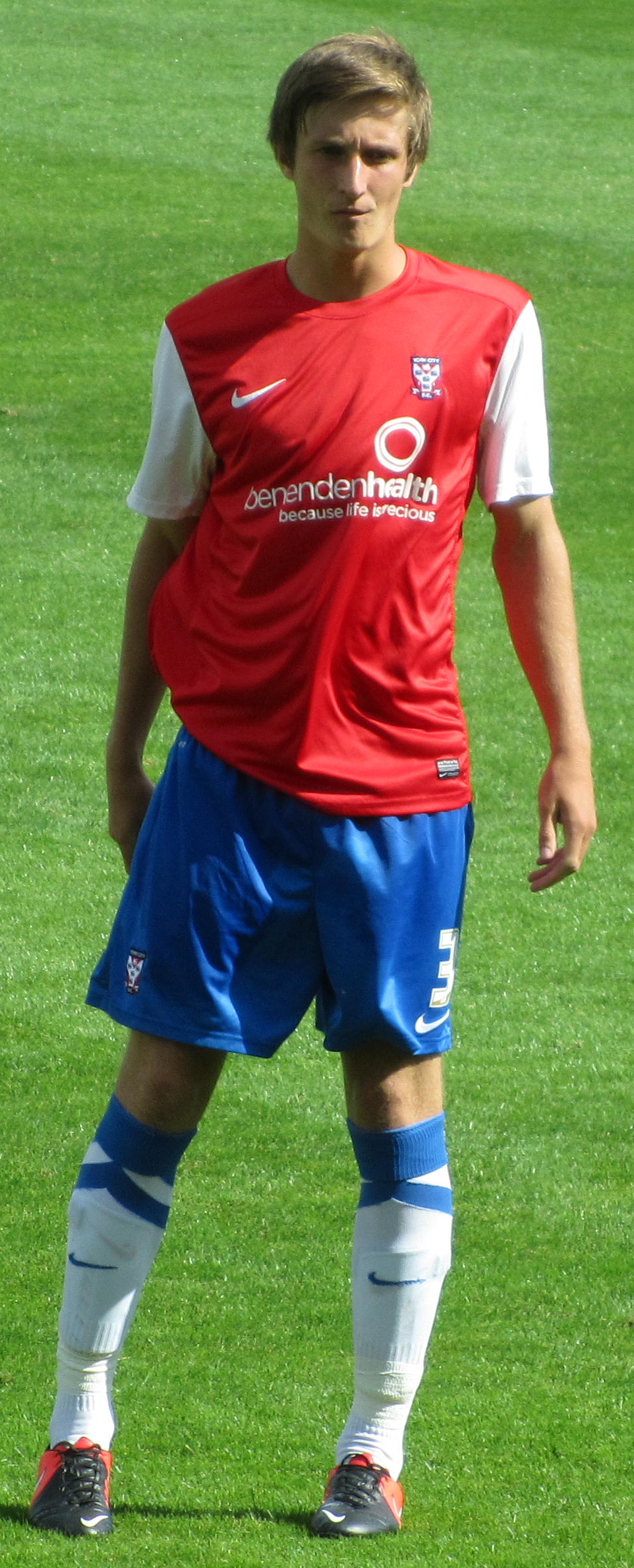
Дэвис во время аренды в «Йорк Сити», 2013 год.

Является воспитанником футбольного клуба «Престон Норт Энд». В первой команде «Престона» дебютировал в возрасте 17 лет в матче против «Ковентри Сити» 26 января 2013 года. По итогам дебютного сезона 2012/13 Дэвис провел за команду, на тот момент выступавшую в Лиге 1, три игры, во всех случаях появляясь на поле с первых минут.
Следующий сезон 2013/14 Дэвис провел в «Йорк Сити» на правах аренды. В составе «Йорк Сити» сыграл 44 матча в Лиге 2, отметившись 2 голевыми передачами. Принял участие в играх плей-офф за право выхода в Лигу 1. По сумме двух встреч, «Йорк Сити» не смог преодолеть сопротивление «Флитвуда», проиграв с минимальным счетом.
Сезон 2014/15 Дэвис начал в составе родного «Престона». В первой половине сезона игрок в 4 матчах выходил со старта, отыграв в Лиге 1 в общей сложности 315 минут. Также в розыгрыше Трофея Английской Футбольной лиги добрался с командой до полуфинала, уступив в двухматчевом противостоянии «Уолсоллу». В Кубке Лиги Бен Дэвис добрался до 2 круга турнира, не сумев помочь «Престону» в игре против «Мидлсбро». Часть этого сезона Бен Дэвис провел, выступая на правах краткосрочной аренды за клуб Лиги 2 «Транмир Роверс».
По итогам сезона «Престон» сумел заработать повышение в классе, пробившись в Чемпионшип через матчи плей-офф, в которых Бен Дэвис участия не принимал, оставшись вне заявки.
Сезон 2015/16 Бен Дэвис начал в «Престоне» на скамейке запасных, выйдя на замену лишь в матче первого круга Кубка Английской лиги. В сентябре 2015 года игрока на полгода арендовал представитель Национальной конференции «Саутпорт». В зимнее трансферное окно Дэвис вновь был отправлен в аренду, на этот раз в «Ньюпорт Каунти», выступавший в Лиге 2.
В сезоне 2016/17 Бен Дэвис не принял участия в розыгрыше Чемпионшипа в составе «Престон», отметившись появлениями на поле лишь в Кубке Английской лиги и двух матчах Трофея Английской футбольной лиги. В январе 2017 года игрока арендовал «Флитвуд Таун». В составе «рыбаков» Дэвис добрался до полуфинала плей-офф Лиги 1, по итогам двухматчевого противостояния «Флитвуд» уступил «Брэдфорду».
Начиная с сезона 2017/18, Бен Дэвис все чаще стал появляться в матчах «Престона» —  футболист провел за клуб 33 матча в Чемпионшипе, выступая преимущественно на позиции центрального защитника.
В сезоне 2018/19 Дэвис сыграл за «Престон» 40 матчей в Чемпионшипе, из них 39 — с первых минут. Дэвис дважды появился на поле с капитанской повязкой: в матче Кубка Английской лиги: 28 августа 2018 года против «Лидс Юнайтед» и в матче Чемпионшипа против «Бирмингема» 16 марта 2019 года. В том сезоне Дэвис также отметился своим единственным голом, забитым в ворота «Норвича» в 32-м туре Чемпионшипа. По итогам сезона — стал обладателем клубной награды «Игрок года» в двух номинациях.
В сезоне 2019/20 Дэвис принял участие в 36 матчах «Престона» в Чемпионшипе, отметившись 1 голевой передачей (в матче 32 тура против «Сток Сити» 12 февраля 2020 года). Впервые с начала своей карьеры, Дэвис получил тяжёлую травму, повредив подколенное сухожилие. Будучи замененным в матче 17-го тура Чемпионшипа с «Дерби Каунти», Дэвис пропустил 6 игр. В Кубке Английской Лиги сезона 2019/20 Бен Дэвис принял участие лишь в матче 3 раунда, не сумев помочь команде уйти от поражения в противостоянии с «Манчестер Сити». Концовку сезона Дэвис также пропустил из-за травмы.
В розыгрыше Чемпионшипа 2020/21 Бен Дэвис отыграл 19 матчей в стартовом составе. В октябре 2020 года вновь получил травму подколенного сухожилия, пропустив 7 игр. В играх Кубка Английской лиги участия не принимал, остававшись в запасе.
Всего за «Престон» Дэвис провел 145 игр во всех соревнованиях, забив два гола.

### «Ливерпуль»
В последний день зимнего трансфертного окна сезона 2020/21 перешёл в «Ливерпуль», нуждавшийся в укреплении обороны после травм основных защитников Вирджила ван Дейка, Жоэля Матипа и Джо Гомеса. После подписания долгосрочного контракта, Дэвис в новой команде взял 28 игровой номер. «Мерсисайдцы» за переход игрока заплатили сумму в £1,6 миллионов. Впервые появился в числе запасных «Ливерпуля» на матче Премьер-лиги против Брайтона, состоявшийся 3 февраля 2021 года. Также Дэвис появлялся на скамейке запасных «Ливерпуля» в двух матчах Лиги Чемпионов на стадии 1/8 финала против «РБ Лейпциг», и в первом матче 1/4 финала против мадридского «Реала». 16 августа на сезон 2021/22 был отдан в аренду в клуб «Шеффилд Юнайтед».

## Награды и достижения

### Личные
«Престон Норт Энд»
- Игрок года в сезоне 2018/19 по версии игроков ФК «Престон Норт Энд»
- Игрок года в сезоне 2018/19 по версии премии имени Сэра Тома Финни[16]